# 간베촌 (효고현 시소군)
간베촌(神戸村)은 효고현 시소군에 설치되었던 촌이다. 현재의 시소시에 해당한다.

## 역사
- 1889년 4월 1일 - 정촌제 시행에 수반해 시소군 간베촌이 성립하였다.
- 1928년 6월 14일 - 소작쟁의가 격화되어 농민 등 360여 명이 지주의 집을 습격하여 파괴. 이튿날인 6월 15일 안적 경찰서 직원들이 일본농민조합 관계자 등 약 200명을 소란죄 혐의로 검거했다.
- 1956년 4월 1일 - 소메고치촌, 시모미카타촌과 합병해 이치노미야정이 성립하였기 때문에 소멸하였다.